# Hal Reid
Hal Reid (Cedarville, Ohio; 14 de abril de 1862 - Nueva York; 22 de mayo de 1920) fue un guionista, actor y director cinematográfico de nacionalidad estadounidense, activo en la época del cine mudo.

## Biografía
Nacido en Cedarville, Ohio, inició su carrera artística escribiendo para el teatro, siendo entonces conocido por su verdadero nombre, James Halleck Reid. Sus trabajos se representaron en el circuito de Broadway hasta 1895. También era actor y en 1910 pasó a trabajar con la joven industria cinematográfica, adoptando el nombre de Hal Reid.
Para Pathé Frères, escribió el guion y actuó en The Girl from Arizona, film con el cual debutó en el cine mudo. También en 1910, para Selig Polyscope, escribió, dirigió e interpretó Human Hearts, adaptación de una obra teatral propia. Reid intervino en total en el guion de 41 filmes.
Falleció en Nueva York en 1920, a los 58 años de edad. Había estado casado varias veces, siendo una de sus esposas la actriz Bertha Westbrook, conocida también como Mrs. Hal Reid. Fue el padre del actor Wallace Reid.

## Filmografía

### Guionista
| - The Girl from Arizona, de Joseph A. Golden y Theodore Wharton (1910) - Human Hearts, de Hal Reid (1910) - A Tale of the Sea, de Francis Boggs (1910) - Jean Intervenes, de Hal Reid (1912) - Indian Romeo and Juliet, de Laurence Trimble (1912) - Cardinal Wolsey, de J. Stuart Blackton y Laurence Trimble (1912) - The Seventh Son, de Hal Reid (1912) - The Victoria Cross, de Hal Reid (1912) - Old Love Letters, de Hal Reid (1912) - Curfew Shall Not Ring Tonight, de Hal Reid (1912) - Virginius, de Hal Reid (1912) - At Cripple Creek - Human Hearts, de Otis Turner (1912) - Every Inch a Man - Sue (1912) - Thou Shalt Not Kill - A Rose of Old Mexico, de Wallace Reid (1913) - Just Jane - The Deerslayer, de Hal Reid y Laurence Trimble (1913) - When Luck Changes | - Via Cabaret - Hearts and Horses - The Pride of Lonesome - A Foreign Spy - Dan, de George Irving y John H. Pratt (1914) - At the Cross Roads - The Niggard - Another Chance - Human Hearts, de King Baggot (1914) - At Dawn, de Donald Crisp (1914) - Time Lock No. 776, de Hal Reid (1915) - Prohibition, de Hal Reid (1915) - The Highwayman, de Wally Van (1915) - The Cowpuncher, de Milton J. Fahrney - Warning! The S.O.S. Call of Humanity - Crazy by Proxy - Mothers of Men - The Confession, de Bertram Bracken (1920) - Every Woman's Problem - Human Hearts, de King Baggot (1922) - Driven from Home |

### Actor
| - The Girl from Arizona, de Joseph A. Golden y Theodore Wharton (1910) - Becket o The Martyrdom of Thomas A. Becket, Archbishop of Canterbury, de Charles Kent (1910) - Human Hearts, de Hal Reid (1910) - Wig Wag, de Laurence Trimble (1911) - One Touch of Nature, de Laurence Trimble (1911) - The Path of True Love (1912) - Jean Intervenes, de Hal Reid (1912) - Indian Romeo and Juliet, de Laurence Trimble (1912) - The Hobo's Redemption (1912) - Cardinal Wolsey, de J. Stuart Blackton y Laurence Trimble (1912) | - Father Beauclaire, de Hal Reid (1912) - Virginius, de Hal Reid (1912) - A Nation's Peril, de Joseph A. Golden (1912) - Rip van Winkle (1912) - Every Inch a Man, de William Humphrey (1912) - The Deerslayer, de Hal Reid y Laurence Trimble (1913) - Dan, de George Irving y John H. Pratt (1914) - Time Lock No. 776 - Mothers of Men - Little Miss Hoover, de John S. Robertson (1918) - The Two Brides |

### Director
| - Human Hearts (1910) - Jean Intervenes (1912) - The Seventh Son (1912) - At Scrogginses' Corner (1912) - The Woman Haters - The Victoria Cross (1912) - Old Love Letters (1912) - Love in the Ghetto (1912) - Father Beauclaire (1912) - Curfew Shall Not Ring Tonight (1912) | - Kaintuck (1912) - Virginius (1912) - Votes for Women - A Man's Duty - At Cripple Creek - Thou Shalt Not Kill - The Deerslayer, codirigida con Laurence Trimble (1913) - Time Lock No. 776 (1915) - Prohibition (1915) |